# Kenneth B. Clark
Ne doit pas être confondu avec Kenneth Clark.
Kenneth Bancroft Clark, né le 14 juillet 1914 dans la zone du canal de Panama, mort le 1er mai 2005 à Hastings-on-Hudson dans l'état de New York est un universitaire américain et un militant des droits civiques, connu pour ses travaux de psychosociologie, plus spécialement pour ses travaux sur l'impact de la ségrégation sur les enfants afro-américains avec notamment la création du "Doll test" (test de la poupée). Ses études ont été un des éléments scientifiques déterminant pour la déségrégation scolaire, il fut auditionné par la Cour suprême des États-Unis lors de l'affaire  Brown v. Board of Education qui déclara en 1954 la ségrégation scolaire inconstitutionnelle.

## Biographie

### Jeunesse et formation

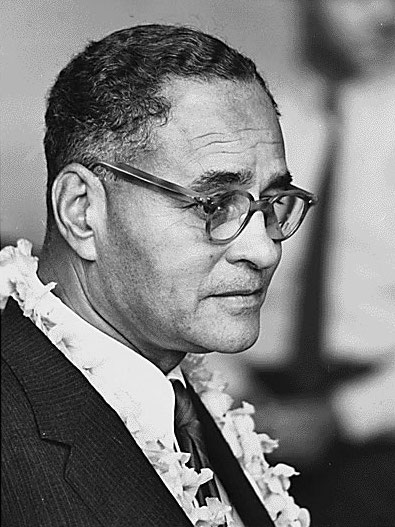
Ralph Bunche.

Kenneth Bancroft Clark est le fils d'Arthur Bancroft Clark, un employé de l'United Fruit Company (originaire des Caraïbes) et de Miriam Hanson Clark (une Jamaïcaine). Sa mère soucieuse de donner la meilleure éducation possible à ses deux enfants, Kenneth et sa sœur Beulah, décide d’emménager à New York, son père voulant rester à Panama, le couple se sépare alors que Kenneth a cinq ans,,,,,,.

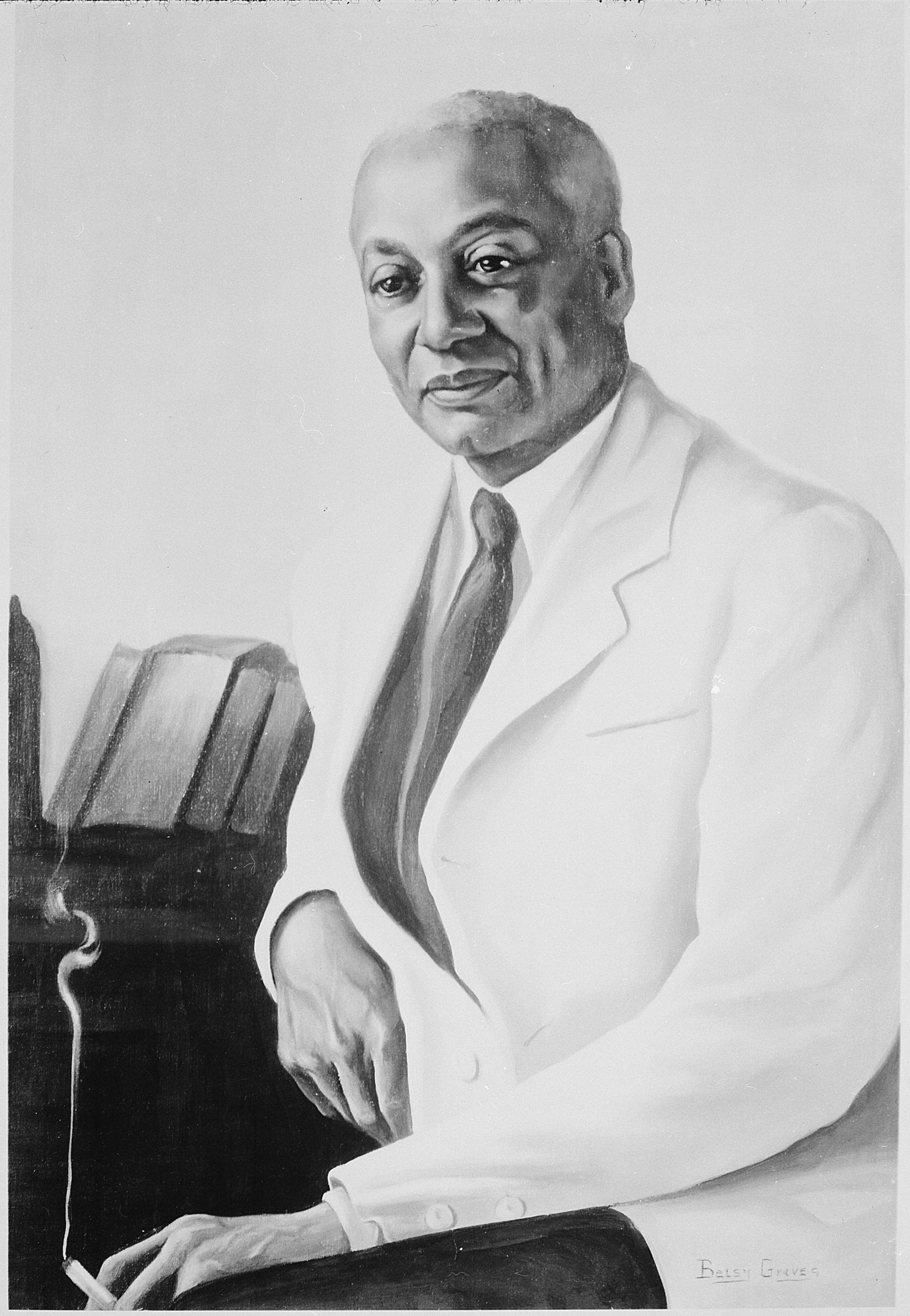
Photographie de Alain Locke prise par Betsy Graves Reyneau.

Après ses études secondaires à la George Washington High School située sur le George Washington Educational Campus (en) de New York. Ayant obtenu une bourse d'études il se présente en 1931 à l'Université Howard qui l'accepte. Il a pour enseignants Alain Locke, Ralph Bunche, Edward Franklin Frazier, Charles Hamilton Houston, William H. Hastie (en). Il y obtient son Bachelor of Arts (licence) en 1935 et y soutient avec succès son Master of Science (mastère 2) en psychologie en 1936,,.
Pendant ses études à l'Université Howard il fait la connaissance de Mamie Phipps (en) qui deviendra son épouse. Mamie Phipps soutient, en 1939, un mémoire de mastère au titre de « Le développement de la conscience de soi chez les enfants afro-américains d'âge préscolaire. » avec la mention magna cum laude . Leurs centres d'intérêt communs se poursuivront pendant toute leur carrière par une collaboration fructueuse,.
Il poursuit ses études de psychologie à l'Université Columbia de New York où il soutient avec succès son doctorat (Ph.D) en psychologie, il est à noter qu'il est le premier Afro-américain à y obtenir un doctorat,.

### Carrière
Il commence sa carrière d'universitaire en enseignant à l'université d'Hampton en Virginie, mais le côté conservateur de cet établissement fait qu'il la quitte très rapidement pour obtenir un poste de maître assistant au City College de New York dépendant de l'université de la ville de New York (City University of New York, ou CUNY).

### Vie personnelle
En 1938, il épouse Mamie Phipps, le couple donne naissance à deux enfants, Hilton et Kate,.
Kenneth Bancroft Clark décède à son domicile le dimanche du 1er mai 2005 des suites d'un cancer,.
Kenneth Bancroft Clark repose au cimetière du Mont de l'espérance à Hastings-on-Hudson, aux côtés de son épouse Mamie Phipps Clark décédée en 1983.

## Œuvres

### Essais, études et conférences
- Some Factors Influencing the Remembering of Prose Material, Archives of psychology. N° 253, 1940, 74 p. (OCLC 459280842),
- Prejudice and Your Child (réimpr. 1988) (1re éd. 1963), 328 p. (ISBN 9780819561558, lire en ligne),
- Dark Ghetto : Dilemmas of Social Power  (préf. William Julius Wilson) (réimpr. 1989) (1re éd. 1965), 296 p. (ISBN 9780819562265, lire en ligne),
- Social and Economic Implications of Integration in the Public Schools, =Washington, D.C., =U.S. Department. of Labor, Manpower Administration, 1965, 22 p. (OCLC 2790013),
- Social Power and Social Change in Contemporary America : An Address by Dr. Kenneth B. Clark, Washington, D.C., Dept. of State, Office of Equal Opportunity, Office of the Deputy Under Secretary for Administration, 1966, 20 p. (OCLC 664706),
- The American Revolution : Democratic Politics and Popular Education: Delivered in the Little Red Schoolhouse, St. Charles, Minnesota, on April 2, Washington, D.C., American Enterprise Institute Press, 1er août 1974, 12 p. (ISBN 9780844713120),
- A Possible Reality : A Design For The Attainment Of High Academic Achievement For Inner City Students, New York, Emerson Hall Publisher, 1972, 176 p. (ISBN 9780878290017),
- Pathos Of Power, New York, HarperCollins Publishers, 1er mai 1975, 216 p. (ISBN 9780060107994, lire en ligne),
- co-écrit avec John Hope Franklin, Ninteen Eighties: Prologue and Prospect, Joint Center for Political, 1er août 1981 (ISBN 9780941410205),
- King, Malcolm, Baldwin : The National Tradition of Historical Thought from Herder to the Present, Boston, Massachusetts, Beacon Press, 1er janvier 1985, 72 p. (OCLC 1150828717, lire en ligne),
- Toward Humanity and Justice : The Writings of Kenneth B. Clark, Scholar of the 1954 Brown V. Board of Education Decision, Praeger, 30 mars 2004, 336 p. (ISBN 9780275975098, lire en ligne),
- Gina Philogene (dir.), Racial Identity in Context : The Legacy of Kenneth B. Clark, Washington, D.C., American Psychological Association (APA), 30 mai 2004, 273 p. (ISBN 9781591471226),

### Articles
- Kenneth B. Clark et Mamie K. Clark, « Segregation as a Factor in the Racial Identification of Negro Pre-School Children: A Preliminary Report », The Journal of Experimental Education, vol. 8, no 2,‎ décembre 1939, p. 161-163 (3 pages) (lire en ligne ),
- « Morale of the Negro on the Home Front: World Wars I and II », The Journal of Negro Education, vol. 12, no 3,‎ été 1943, p. 417-428 (12 pages) (lire en ligne ),
- Kenneth B. Clark et Kenneth B. Clark, « Emotional Factors in Racial Identification and Preference in Negro Children », The Journal of Negro Education, vol. 19, no 3,‎ été 1950, p. 341-350 (10 pages) (lire en ligne ),
- « The Social Scientist as an Expert Witness in Civil Rights Litigation », Social Problems, vol. 1, no 1,‎ juin 1953, p. 5-10 (6 pages) (lire en ligne ),
- « Some Principles Related to the Problem of Desegregation », The Journal of Negro Education, vol. 23, no 3,‎ été 1954, p. 339-347 (9 pages) (lire en ligne ),
- « A Symposium on Desegregation in the Public Schools: Introduction », Social Problems, vol. 2, no 4,‎ avril 1955, p. 197-198 (2 pages) (lire en ligne ),
- « Conclusions », Social Problems, vol. 2, no 4,‎ avril 1955, p. 219-221 (3 pages) (lire en ligne ),
- « Color, Class, Personality and Juvenile Delinquency », The Journal of Negro Education, vol. 28, no 3,‎ été 1959, p. 240-251 (12 pages) (lire en ligne ),
- « Segregated Schools in New York City », The Journal of Educational Sociology, vol. 36, no 6,‎ février 1963, p. 245-250 (6 pages) (lire en ligne ),
- « The Civil Rights Movement: Momentum and Organization », Daedalus, vol. 95, no 1,‎ hiver 1966, p. 239-267 (29 pages) (lire en ligne ),
- « Intelligence, the University and Society », The American Scholar, vol. 36, no 1,‎ hiver 1966-1967, p. 23-32 (10 pages) (lire en ligne ),
- « Higher Education for Negroes: Challenges and Prospects », The Journal of Negro Education, vol. 36, no 3,‎ été 1967, p. 196-203 (8 pages) (lire en ligne ),
- « The Present Dilemma of the Negro », The Journal of Negro History, vol. 53, no 1,‎ janvier 1968, p. 1-11 (11 pages) (lire en ligne ),
- « A Charade of Power: Black Students at White Colleges », The Antioch Review, vol. 29, no 2,‎ été 1969, p. 145-148 (4 pages) (lire en ligne ),
- « Social Conflict and Problems of Mental Health », Journal of Religion and Health, vol. 8, no 3,‎ juillet 1969, p. 217-225 (9 pages) (lire en ligne ),
- « Efficiency as a prod to social action », Monthly Labor Review, vol. 92, no 8,‎ août 1969, p. 54-56 (3 pages) (lire en ligne ),
- « Beyond the Dilemma », Journal of Religion and Health, vol. 9, no 4,‎ octobre 1970, p. 307-315 (9 pages) (lire en ligne ),
- « The scholar cornered: The Governance of Universities in the Cities of Man », The American Scholar, vol. 39, no 4,‎ automne 1970, p. 566, 568, 570, 572-573 (5 pages) (lire en ligne ),
- co-écrit avec Charles S. Gersoni, « Psychologists' Preprint Plans », Science, New Series, vol. 171, no 3971,‎ 12 février 1971, p. 525 (1 page) (lire en ligne ),
- co-écrit avec Jeannette Hopkins, « The Costs of Discrimination », Challenge, vol. 20, no 2,‎ mai- juin 1977, p. 33-39 (7 pages) (lire en ligne ),
- « Keynote Address: Old Business: From Brown to Now », The Phi Delta Kappan, vol. 60, no 3,‎ novembre 1978, p. 194S-195S (2 pages) (lire en ligne ),
- « The Brown Decision: Racism, Education, and Human Values », The Journal of Negro Education, vol. 57, no 2,‎ printemps 1988, p. 125-132 (8 pages) (lire en ligne ),

## Prix et distinctions
- 1961 : récipiendaire de la médaille Spingarn décernée par la National Association for the Advancement of Colored People (NAACP)[13],[6].
- 1985 : lauréat du prix des quatre libertés de Roosevelt, catégorie « liberté d'expression », décerné par l'Institut Franklin et Eleanor Roosevelt[14]
- 1986 : récipiendaire de la médaille de la Liberté lors des cérémonies célébrant le centenaire de la statue de la Liberté[15].
- 1994 : co-lauréat avec Anne Anastasi (en) du prix récompensant les psychologues pour leurs contributions exceptionnelles à la psychologie, prix décerné par l'Association américaine de psychologie (APA)[16]

## Pour approfondir

#### Notices dans des encyclopédies et manuels de références
- (en-US) Michael W. Williams (dir.), The African American Encyclopedia, vol. 2. Chemists-Harold Ford, New York, Cavendish Square Publishing, 1er mai 1993, 603 p. (ISBN 9781854355454, lire en ligne), p. 330-332,
- (en-US) Ben Keppel, The Work of Democracy : Ralph Bunche, Kenneth B. Clark, Lorraine Hansberry, and the Cultural Politics of Race, Cambridge, Massachusetts, Harvard University Press, 1er février 1995, 317 p. (ISBN 9780674958432, lire en ligne), p. 96-175,
- (en-US) Jessie Carney Smith (dir.), Black Heroes, Detroit , Michigan, Visible Ink Press, 1er août 2001, 737 p. (ISBN 9781578591367, lire en ligne), p. 130-134,
- (en-US) R. Kent Rasmussen (dir.), The African American Encyclopedia, vol. 2. Bla-Com, New York, Cavendish Square Publishing, 30 janvier 2001, 592 p. (ISBN 9780761472100, lire en ligne), p. 516-519,
- (en-US) Colin A. Palmer (dir.), Encyclopedia Of African American Culture And History The Black Experience In The Americas, vol. 2. C-F, Detroit, Michigan, Macmillan Reference USA, 22 décembre 2005, 899 p. (ISBN 9780028658179, lire en ligne), p. 482,
- (en-US) Sara Pendergast (dir.), Contemporary Black Biography, vol. 52, Detroit, Michigan, Gale Cengage, 13 janvier 2006, 281 p. (ISBN 9780787679248, lire en ligne), p. 38-42,
- (en-US) Paul Finkelman (dir.) et Rachelle Gold (rédactrice), Encyclopedia of African American History, 1896 to the Present : From the Age of Segregation to the Twenty-First Century, vol. 1 : A-C, New York, Oxford University Press, USA, 2009, 533 p. (ISBN 9780195167795, lire en ligne), p. 420-422. ,
- (en-US) Henry Louis Gates Jr. (dir.), African American National Biography, vol. 3, New York, Oxford University Press, USA, 1er juillet 2013, 621 p. (ISBN 9780199990467, lire en ligne), p. 86-88. ,
- (en-US) Jessie Carey Smith & Nikki Giovanni (dir.), The Complete Encyclopedia of African American History, 3 :  Heroes and Heroines, Chalfont, Pennsylvanie, African American Publications, 1er janvier 2014, 737 p. (ISBN 9781578595372, lire en ligne), p. 130-134,

#### Essais et biographies
- (en-US) Gina Philogene, Racial identity in context : the legacy of Kenneth B. Clark, Washington, D.C., American Psychological Association, 30 mai 2004, 296 p. (ISBN 9781591471226, lire en ligne).

#### Articles
- (en-US) Michael Meyers & John P. Nidiry, « Kenneth Bancroft Clark: The Uppity Negro Integrationist », The Antioch Review, vol. 62, no 2,‎ printemps 2004, p. 265-274 (10 pages) (lire en ligne ),
- (en-US) « Kenneth Bancroft Clark 1914-2005 », The Journal of Blacks in Higher Education, no 48,‎ été 2005, p. 118-119 (2 pages) (lire en ligne ),
- (en-US) Daniel Matlin, « Who Speaks for Harlem? Kenneth B. Clark, Albert Murray and the Controversies of Black Urban Life », Journal of American Studies, vol. 46, no 4,‎ novembre 2012, p. 875-894 (20 pages) (lire en ligne ),